# 烏克蘭希臘禮天主教卡緬涅茨-波多利斯基教區
烏克蘭希臘禮天主教卡緬涅茨-波多利斯基教區（拉丁語：Eparchia Camenecensis Ucrainorum）是烏克蘭一個東儀天主教教區（烏克蘭希臘禮），屬捷爾諾波爾-茲博羅夫總教區。
教區成立於2015年12月11日，教座位於赫梅利尼茨基。現任教區主教為若望·庫利克。